# قره‌آغاج چرچیلو
قره‌آغاج چرچیلو یا قره آغاج کلان از روستاهای دهستان یافت و از توابع بخش مرادلوی شهررَضِی(رزی) می باشد که خود شهر رضِی از زیرمجموعه های شهرستان مشکین شهر، واقع دراستان اردبیل است. این روستا در تقسیمات کشوری گذشته جزءشهرهای کلیبر، اهر و هوراند آذربایجان شرقی بوده است.
آثارتاریخی و مناطق بکردست نخورده ی گمنام بسیاری در "دهستان یافت" به خصوص دراطراف روستاهای "چرچیلو" ،"قره آغاج کلان"، "کنچوبه"، "گیرده گول" و "کلم نو" و "دیکدرق" که در محاصره ی کوه های بلندقره داغ قراردارند وجوددارد.
یکی از این آثار قلعهٔ گیندیمان یا گندیمن یا گیلدمن است که مادر شاه طهماسب هم برای مدتی درآن جا زندگی می‌کرده و در میان جنگل‌های میر گور و دره زنبور و در کنار قشلاق روستای قره آغاج کلان قرار دارد و آثار باستانی و قبور زیادی دراطرافش دیده می‌شود که برای عموم اهالی منطقه و ایران ناشناخته است.
قدمت آثار موجود در دهستان یافت گاهی به قبل از دورهٔ ی هخامنشیان (ماقبل تاریخ وعصرسنگی) می‌رسد و در جنگل‌های اطراف خوک و کبک و قوچ و خرس و ... بسیار دیده می‌شود، که امروزه منطقه‌ای کاملاً بکر و دست نخورده محسوب می شود 
از شاعران واساتید اخلاق گمنام قره داغ و روستای قره آغاج کلان می توان به مرحوم حسین تقی زاده قره آغاج چرچیلو که داری طبعی استوار در مدح اهل بیت و سرودن اشعار اجتماعی و اخلاقی و بیان لطیفه های پندآموز داشت اشاره کرد.دیوان اشعارایشان تاسال 1378نزدفرزندان وی محفوظ بوده است